# Jerzy Kwiatek (geograf)
Jerzy Kwiatek (ur. 23 maja 1937 w Bochni) − polski geograf, leksykograf, popularyzator geografii i turystyki.

## Życiorys
Studiował geografię na Uniwersytecie Jagiellońskim i Uniwersytecie Warszawskim. Był pracownikiem naukowym UW i UMK w Toruniu. Z zamiłowań i pasji encyklopedysta, podjął pracę w redakcjach encyklopedycznych, w wydawnictwach PWN i Wiedza Powszechna, po przemianach ustrojowych prowadził własną działalność – usługi redakcyjne i wydawnicze – w założonej przez siebie firmie „Globus”.
Pracował przy ważnych inicjatywach wydawniczych, jak Atlas statystyczny Polski GUS, Encyklopedia geografii świata Wiedzy Powszechnej (projekt i założenia) Komputerowy Leksykon wiedzy o Polsce (prezentowany na Expo 1992 w Sewilli, założenia leksykograficzne, hasła z zakresu geografii), aktualizujący suplement przedwojennej Encyklopedii Gutenberga (projekt i założenia). Autor haseł geograficznych i map w Wielkiej Encyklopedii Powszechnej i Encyklopedii Powszechnej PWN, haseł geograficznych w Encyklopedii geografii świata, Suplemencie Encyklopedii Gutenberga, Encyklopedii Powszechnej Larousse’a (edycja polska), przewodników turystycznych oraz książek popularyzujących geografię i turystykę. Stworzył własne obszerne archiwum komputerowe „Globus” (obiekty geograficzne i turystyczne, głównie Polska i Europa, egzonimy – z całego świata – w podstawowych językach europejskich). W 1987 odznaczony Srebrnym Krzyżem Zasługi [1942-87-81]. Otrzymał także złotą odznakę Zasłużony Popularyzator Wiedzy TWP.

### Książki
- Wykresy i mapy statystyczne (wraz z Kazimierzem Kocimowskim). wyd. GUS, Warszawa 1977.
- Polska – podręczny leksykon geograficzny (wraz z Teofilem Lijewskim). wyd. Troja, Toruń 1993.ISBN 83-900386-4-1
- Leksykon miast polskich (wraz z Teofilem Lijewskim). wyd. Muza, Warszawa 1998.ISBN 83-7079-926-4
- Geografia Europy. wyd.Muza Warszawa 1999. ISBN 83-7200-852-3
- 100 tras po Polsce (wraz z żoną, Izabelą Dorocińską-Kwiatek), wyd. Muza, Warszawa 2002.ISBN 83-7200-266-5
- Urokliwy świat małych miasteczek. wyd. Muza, Warszawa 2002. Książka nagrodzona na XI Ogólnopolskim Przeglądzie Książki Turystycznej i Krajoznawczej w Poznaniu).ISBN 83-7200-136-7
- Miasta zjednoczonej Europy. wyd. Muza, Warszawa 2006 (II nakład 2007, rozprowadzony w sprzedaży wysyłkowej Reader’s Digest). ISBN 83-7319-652-8
- Europa od a do Z. wyd. Reader's Digest, Warszawa 2010.ISBN 978-83-7684-064-2